# Brasiliense FC
A Brasiliense Futebol Clube, röviden Brasiliense, labdarúgócsapatát 2000. augusztus 1-én alapították a brazíliai Taguatinga városában. A Brasiliense állami bajnokságban és az országos negyedosztályban szerepel.

## Sikerlista

### Állami
- 9-szeres Brasiliense bajnok: 2004, 2005, 2006, 2007, 2008, 2009, 2011, 2013, 2017

## Játékoskeret
2015-től
| # |     | Poszt | Név                |
| - | --- | ----- | ------------------ |
|   | BRA | K     | Deivisson          |
|   | BRA | K     | Guto               |
|   | BRA | K     | Matheus            |
|   | BRA | K     | Welder             |
|   | BRA | V     | Ângelo             |
|   | BRA | V     | Dedê               |
|   | BRA | V     | Felipe Assis       |
|   | BRA | V     | Kaká               |
|   | BRA | V     | Alex Lima          |
|   | BRA | V     | Felipe             |
|   | BRA | V     | Neto Gaúcho        |
|   | BRA | V     | Rômulo             |
|   | BRA | V     | Somália            |
|   | BRA | KP    | Anderson Domingues |
|   | BRA | KP    | Douglas            |

| # |     | Poszt | Név            |
| - | --- | ----- | -------------- |
|   | BRA | KP    | Ederson        |
|   | BRA | KP    | Lusmar         |
|   | BRA | KP    | Leandro Chaves |
|   | BRA | KP    | Elivelto       |
|   | BRA | KP    | Gilmar         |
|   | BRA | KP    | Lopes          |
|   | BRA | KP    | Lucas          |
|   | BRA | KP    | Matheuzinho    |
|   | BRA | KP    | Peninha        |
|   | BRA | CS    | Claudecir      |
|   | BRA | CS    | Gilvan         |
|   | BRA | CS    | Kelvin         |
|   | BRA | CS    | Luiz Carlos    |
|   | BRA | CS    | Luquinhas      |